# ديفيد بي. ميتشيل
ديفيد بي. ميتشيل (بالإنجليزية: David B. Mitchell) هو سياسي أمريكي، ولد في 17 سبتمبر 1950 في بيتسبرغ في الولايات المتحدة. انتخب رئيس الشرطة.